# Haplochromis lividus
Haplochromis lividus là một loài cá thuộc họ Cichlidae. Loài này có ở Kenya, Tanzania, và Uganda, but only survives as aquarium populations.